# Sjeik Karimul Makhdum-moskee
De Sjeik Karimul Makhdum-moskee is een moskee in Simunul, een stad in het zuiden van de Filipijnen. Het is de oudste moskee in de Filipijnen en in Zuidoost-Azië.

## Geschiedenis
Volgens de lokale folklore werd het in 1380 gebouwd door een Arabische handelaar genaamd Makhdum Karim. Aanvankelijk werd gedacht dat de pijlers van de oude moskee die in de huidige moskee zijn gevonden, de pijlers zijn van het origineel dat naar verluidt in 1380 werd gebouwd.
Studies van het Nationaal Museum van de Filipijnen hebben echter bevestigd dat de pijlers die in de huidige moskee zijn gevonden, dateren uit de 17e eeuw.
De huidige moskee werd gebouwd in de jaren zestig van de 20e eeuw nadat het grootste deel van het voorgaande gebouw in 1941 was afgebrand tijdens de Japanse bezetting in de Tweede Wereldoorlog.